# Кирносове
Кирно́сове — село в Україні, у Міловській селищній громаді Старобільського району Луганської області.
Населення становить 18 осіб.

## Населення
За даними перепису 2001 року населення села становило 18 осіб, з них 66,67% зазначили рідною мову українську, 11,11% — російську, а 22,22% — іншу.

## Пам'ятки
Поблизу села розташований загальнозоологічний заказник місцевого значення «Балка Березова».